# Messier 101
Messier 101 oder M101 (nach dem Messier-Katalog), auch als NGC 5457 bezeichnet und Feuerradgalaxie (englisch Pinwheel Galaxy) genannt, ist eine Spiralgalaxie im Sternbild Großer Bär, die mit einer scheinbaren Größe von 28,8′ × 26,9′  und scheinbarer Helligkeit von 7,5 mag erscheint. Ihre Entfernung zur Erde beträgt rund 22 Millionen Lichtjahre, ihr Durchmesser 170.000 Lichtjahre. Damit ist sie ungefähr so groß wie unsere Milchstraße.
M101 hat fünf prominente Begleitgalaxien: NGC 5204, NGC 5474, NGC 5477, NGC 5585 und Holmberg IV.

## Beobachtungsgeschichte
Messier 101 wurde am 27. März 1781 von dem französischen Astronomen Pierre Méchain entdeckt, der Charles Messier die Position des Objektes mitteilte. Messier nahm die in seinerzeitigen Teleskopen einem Kometen ähnliche, aber ortsfeste Erscheinung im gleichen Jahr in die endgültige Version seines Kataloges auf. Diverse helle Knoten von M101, bei denen es sich um H-II-Gebiete und/oder Sternwolken handelt, wurden später unter separaten Einträgen unter anderem in den New General Catalogue of Nebulae and Clusters of Stars (NGC) verzeichnet.
In dem in den 1960er Jahren erstellten Halton Arps Katalog ungewöhnlicher Galaxien wurde M101 im Abschnitt Spiralgalaxien mit ausgeprägtem Arm aufgeführt.
Im Jahr 2006 veröffentlichten NASA und ESA ein sehr eindrucksvolles Bild, das größte und detaillierteste einer Galaxie, das mithilfe des Hubble-Weltraumteleskops angefertigt wurde. Dieses Bild war aus über 51 Aufnahmen zusammengesetzt worden.
Am 24. August 2011 wurde in M101 eine Supernova vom Typ Ia entdeckt, welche die Bezeichnung SN 2011fe erhielt.
Am 19. Mai 2023 wurde in M101 eine weitere Supernova vom Typ II entdeckt: SN 2023ixf.

### Einzelobjekte in M101

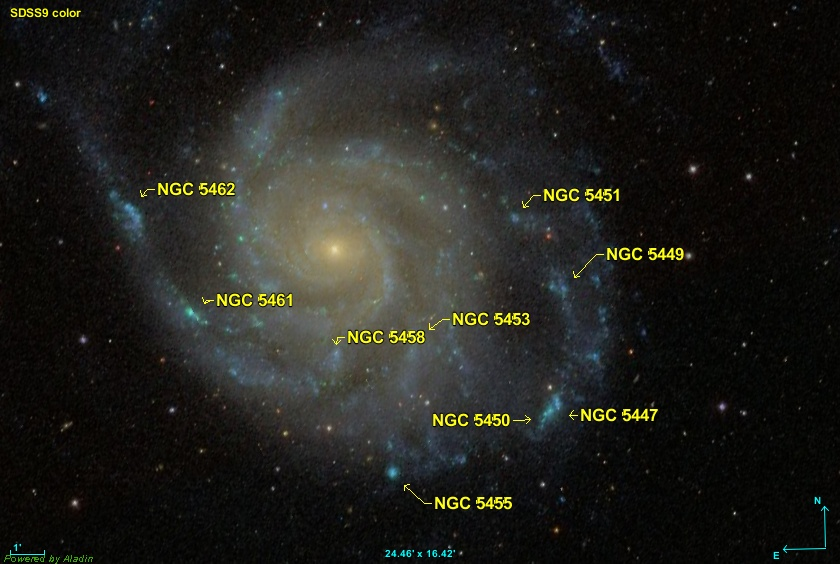
Einzelobjekte in M101

## Abbildungen

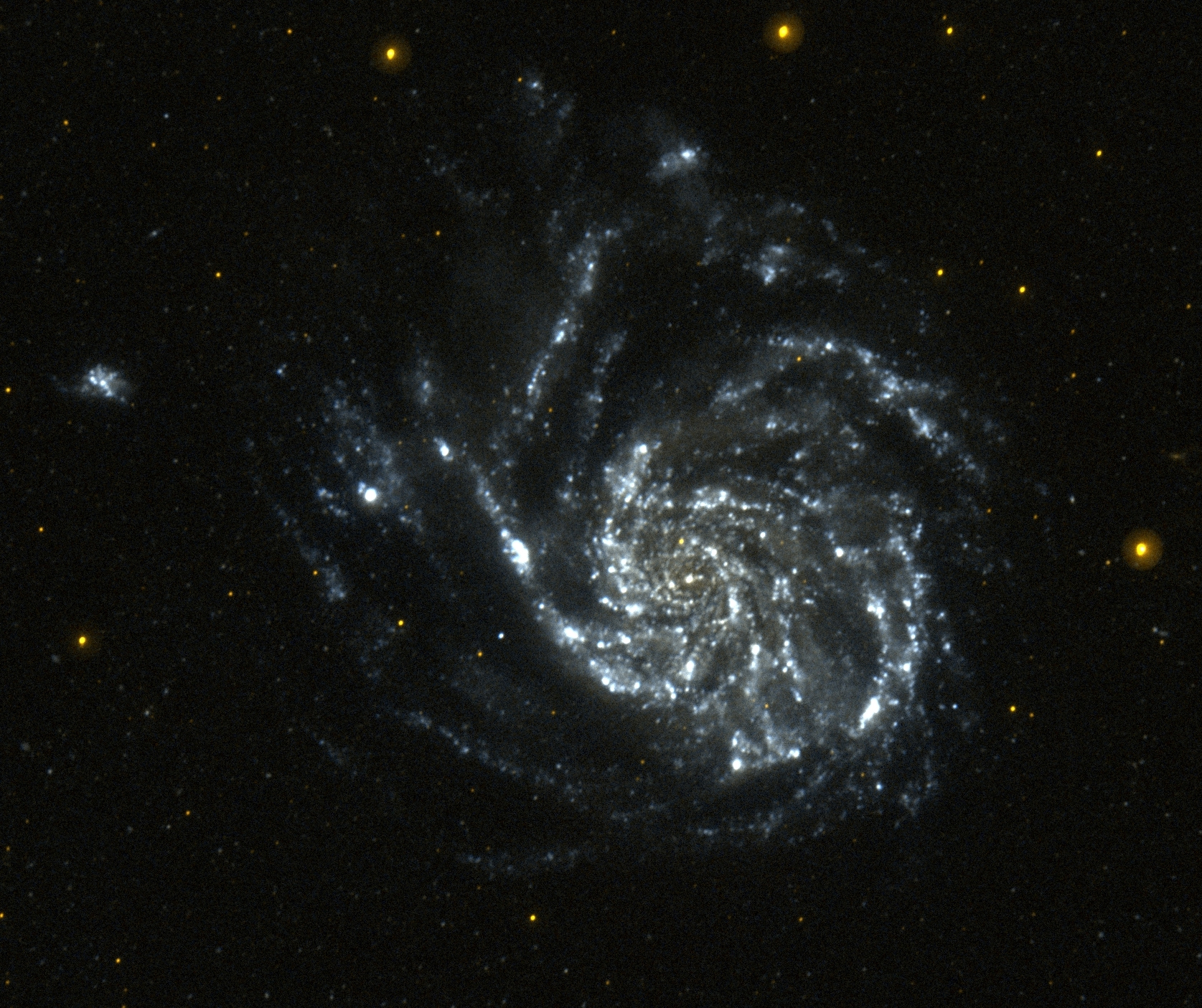
Ultraviolettaufnahme des GALEX
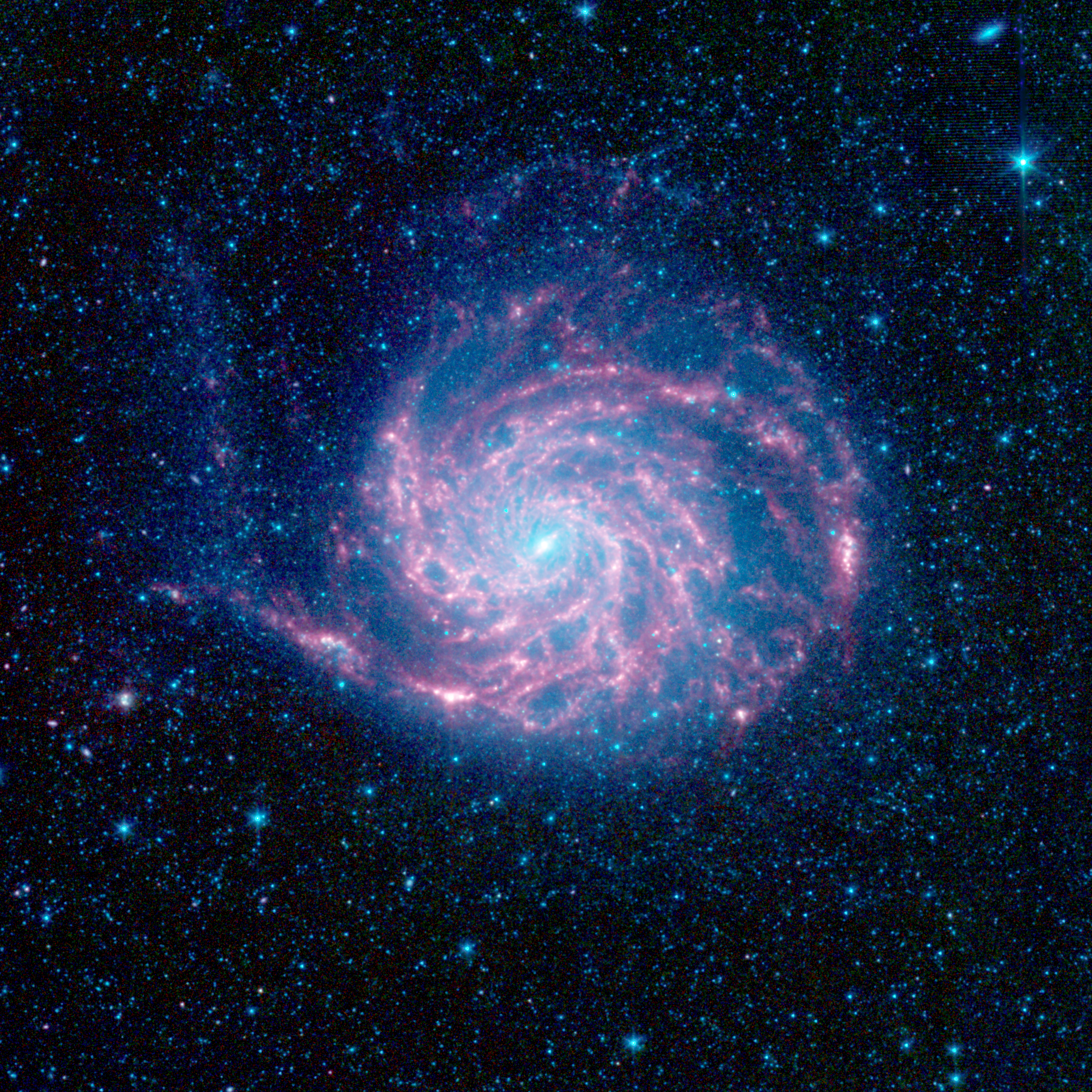
Infrarotaufnahme des Spitzer-Weltraumteleskop
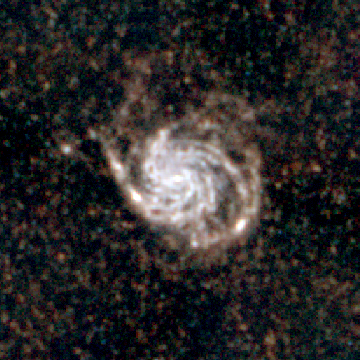
Infrarotaufnahme durch das Teleskop Herschel
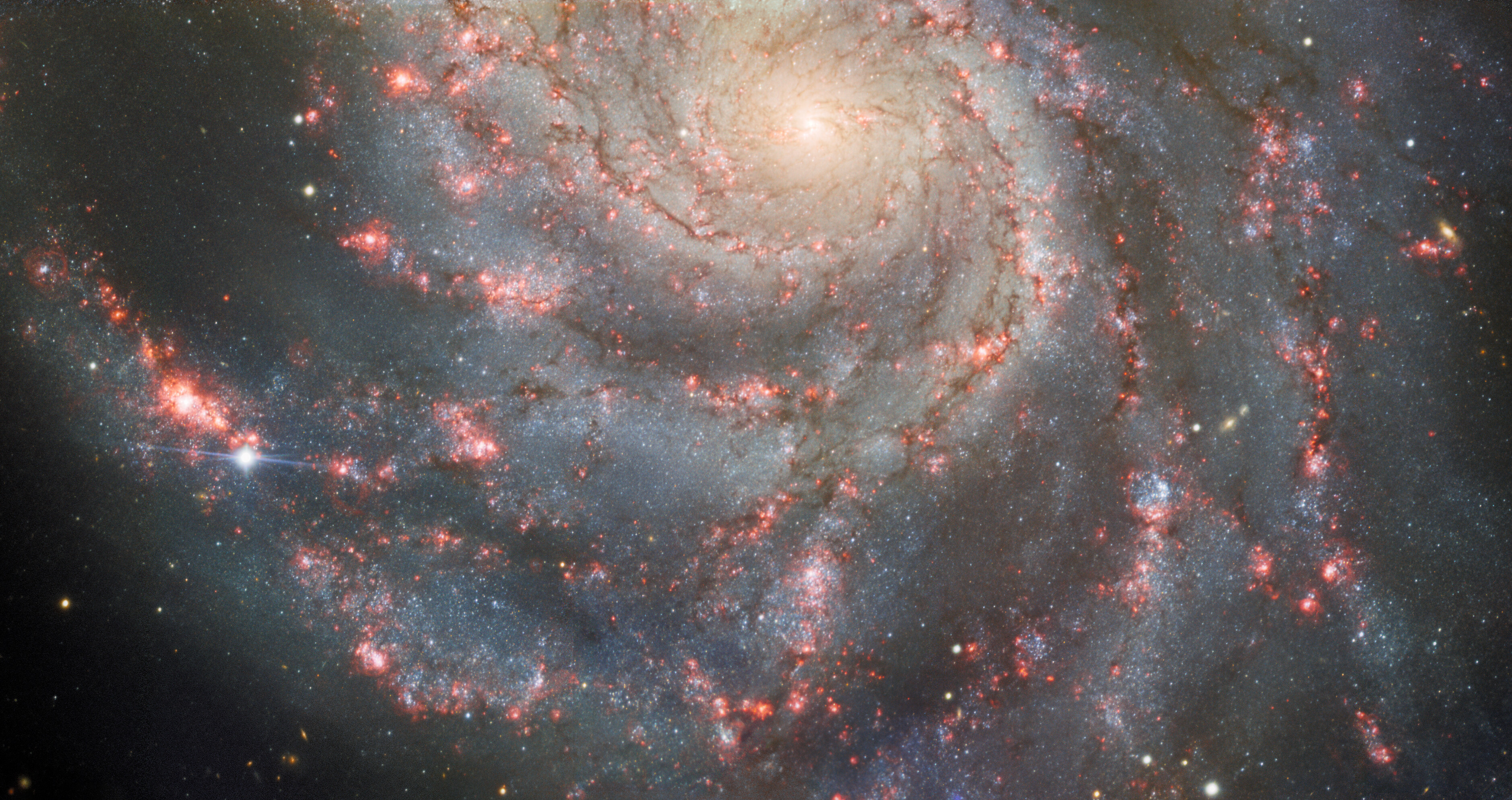
Aufnahme durch das Gemini-Teleskop mit 8 Meter Hauptspiegeldurchmesser; darin links unten die Supernova 2023ixf
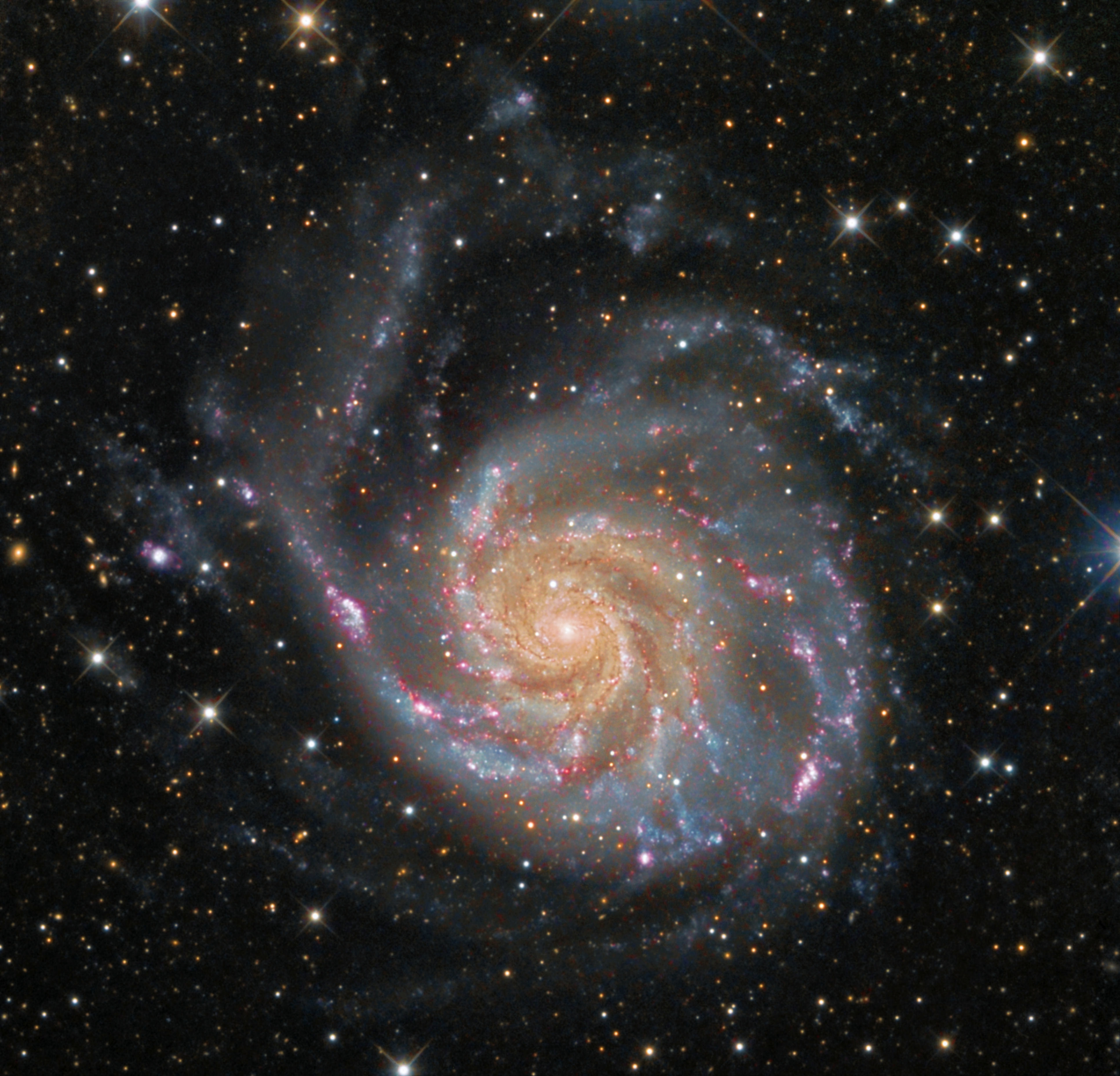
Amateuraufnahme von M101
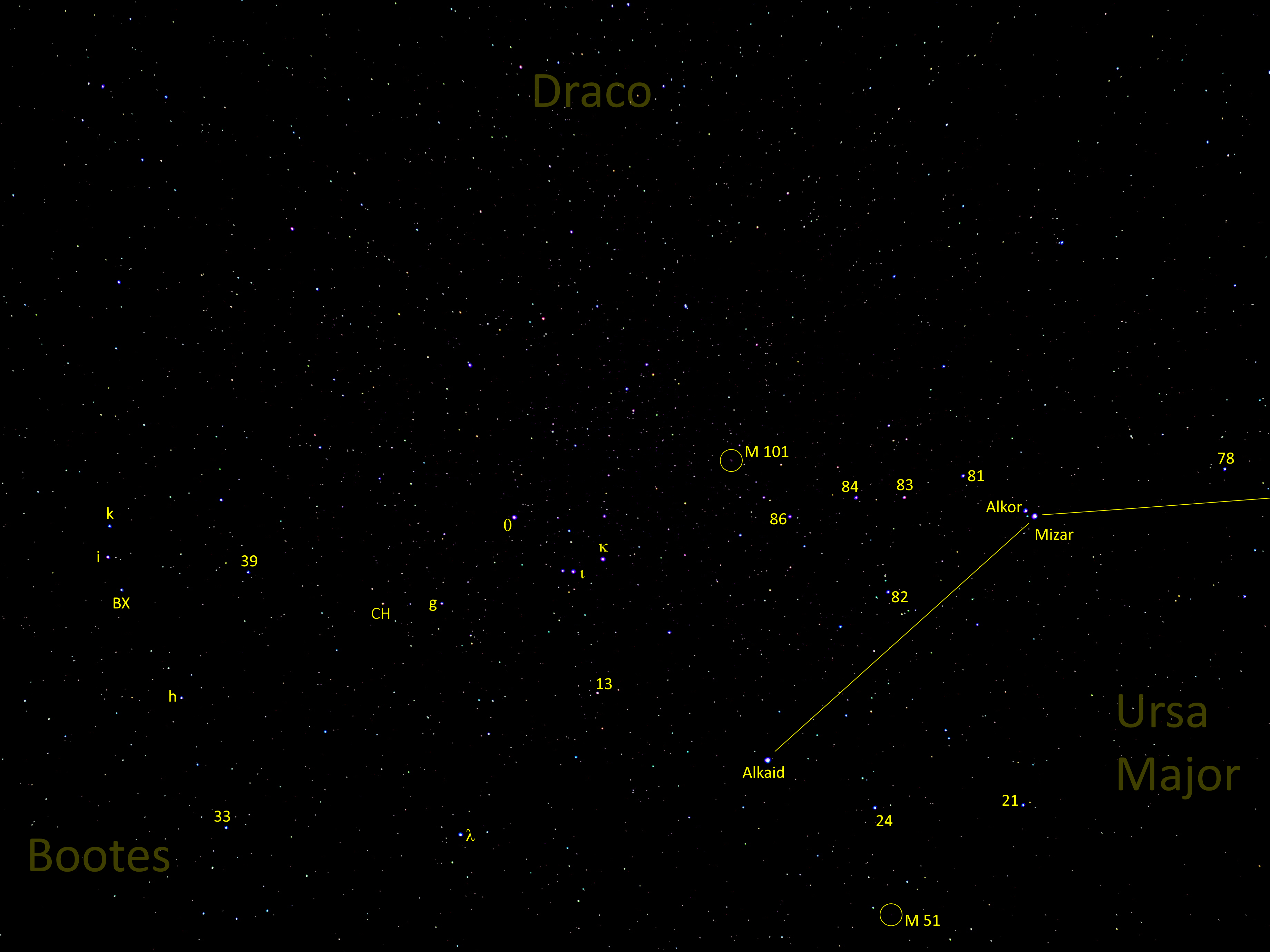
Fotografische Aufnahme mit Beschriftung einiger prägnanter Himmelsobjekte in der Umgebung der Galaxie M101. Im Viertel unten rechts ist das Ende der Deichsel des Großen Wagens im Sternbild Großer Bär mit den Sternen Mizar, Alkor und Alkaid zu sehen. Im linken unteren Viertel befindet sich das Sternbild Bärenhüter (Bootes), und im oberen Bildteil grenzt das Sternbild Drache an.